# Campeonato Gaúcho de Futebol de 1934
O Campeonato Gaúcho de Futebol de 1934 foi a 14ª edição da competição no Estado do Rio Grande do Sul. A fórmula dos anos anteriores de disputa dos campeões das regiões foi mantida. O campeão foi o Internacional.

## Participantes
A fase preliminar do Campeonato Gaúcho de 1934 foi dividida em um total de nove regiões estaduais:
- 1ª região: Porto Alegre (Internacional)
- 2ª região: São Leopoldo (Leopoldense e Nacional), Novo Hamburgo (Novo Hamburgo), Caxias do Sul (Juventude) e Taquara (Ferroviário e Taquarense)
- 3ª região: Minas de São Jerônimo (Brasil e Guarani), Santa Cruz do Sul (Santa Cruz) e Montenegro (Montenegro)
- 4ª região: Santa Maria (7° Regimento de Infantaria) e Cachoeira do Sul (Tamandaré)
- 5ª região: Cruz Alta (Riograndense)
- 6ª região: Pelotas (9º Regimento de Infantaria), Rio Grande (Rio Grande), Santa Vitória do Palmar (Rio Branco) e Jaguarão (Cruzeiro do Sul)
- 7ª região: Bagé (Guarany) e Dom Pedrito (?)
- 8ª região: Alegrete (Guarani) e Santana do Livramento (14 de Julho)
- 9ª região: Uruguaiana (Uruguaiana), Itaqui (14 de Julho) e São Borja (?)

### Decisão das regiões
A 1ª região foi definida pelo Campeonato Citadino de Porto Alegre, o qual teve o Internacional como campeão, ingressando diretamente na semifinal do Campeonato Gaúcho como representante da Zona Centro.
Na 2ª região, um pentagonal foi disputado entre o Juventude e as equipes de São Leopoldo e Taquara. A decisão deste pentagonal ocorreu em 4 de novembro, no Estádio dos Eucaliptos, em Porto Alegre. O Juventude venceu o Leopoldense por 3 a 1. Na final da 2ª região, o time caxiense enfrentou o Novo Hamburgo em dois jogos. No primeiro, dia 11 de novembro em Caxias do Sul, houve empate em 4 a 4. No jogo de volta, em 15 de novembro, o Novo Hamburgo venceu por 1 a 0, gol do ponta-esquerda Banana no final da partida.
Santa Cruz e Guarani de Minas de São Jerônimo (atual Arroio dos Ratos) fizeram a final da 3ª região no campo do Caminho do Meio, em Porto Alegre, em 15 de novembro. O Santa Cruz venceu de virada por 3 a 1, com gols de Barbeira, Hugo e Chagas, enquanto Jayme marcou para o Guarani. 
Na decisão da 4ª região, o 7° Regimento bateu o Tamandaré por 2 a 1.
Pela 6ª região, o Rio Grande venceu o Rio Branco por 2 a 0 no dia 4 de novembro, enquanto o 9º Regimento de Infantaria goleou o Cruzeiro do Sul por 4 a 0, com dois gols de Bichinho e dois de Coruja, em 25 de novembro. Na final da região, dia 2 de dezembro, Rio Grande e 9º Regimento empataram em um gol no tempo regulamentar. A equipe pelotense venceu por 2 a 0 na prorrogação.
Na 7ª região, o Guarany superou o representante de Dom Pedrito.
Pela 8ª região, o 14 de Julho de Santana do Livramento goleou o Guarani de Alegrete por 5 a 0.
E na 9ª região, o Uruguaiana bateu os representantes de Itaqui e São Borja.

### Decisão das zonas
Para a definição da Zona Nordeste, Novo Hamburgo e Santa Cruz, campeões da 2ª e 3ª região, respectivamente, se enfrentaram no Estádio da Baixada no dia 18 de novembro. As duas equipes empataram no tempo normal em dois gols: Miguel e Luiz para o Novo Hamburgo, enquanto Zica fez os gols do Santa Cruz. Na prorrogação, Mario decretou a vitória do Novo Hamburgo por 3 a 2.
Em 25 de novembro, 7° Regimento de Infantaria e Riograndense, que ocupava sozinho a vaga da 5ª região como o campeão de Cruz Alta, decidiram em Santa Maria a Zona Serra. O Riograndense saiu vitorioso por 2 a 1. Na mesma data, o Uruguaiana venceu o 14 de Julho e sagrou-se campeão da Zona Fronteira.
A Zona Sul foi decidida entre Guarany de Bagé e 9º Regimento de Infantaria no dia 9 de dezembro, já com o com a fase final do Campeonato Gaúcho em andamento. O 9º Regimento venceu por 2 a 1.
| Equipe                     | Cidade        | Classificação             | Participação |
| -------------------------- | ------------- | ------------------------- | ------------ |
| 9º Regimento da Infantaria | Pelotas       | Campeão da Zona Sul       | 1ª           |
| Internacional              | Porto Alegre  | Campeão da Zona Centro    | 2ª           |
| Novo Hamburgo              | Novo Hamburgo | Campeão da Zona Nordeste  | 4ª           |
| Riograndense               | Cruz Alta     | Campeão da Zona Serra     | 1ª           |
| Uruguaiana                 | Uruguaiana    | Campeão da Zona Fronteira | 3ª           |

## Tabela
|  | Preliminar                   | Preliminar                    |                               |   | Semifinal | Semifinal |  |  | Final | Final |
|  |                              |                               |                               |   |           |           |  |  |       |       |
|  |                              |                               |                               |   |           |           |  |  |       |       |
|  |                              |                               |                               |   |           |           |  |  |       |       |
|  |                              |                               |                               |   |           |           |  |  |       |       |
|  | 9 de dezembro - Porto Alegre |                               |                               |   |           |           |  |  |       |       |
|  |                              |                               |                               |   |           |           |  |  |       |       |
|  | Internacional                | 4                             |                               |   |           |           |  |  |       |       |
|  | Internacional                | 4                             |                               |   |           |           |  |  |       |       |
|  |                              |                               | Uruguaiana                    | 2 |           |           |  |  |       |       |
|  |                              |                               | Uruguaiana                    | 2 |           |           |  |  |       |       |
|  |                              |                               | 16 de dezembro - Porto Alegre |   |           |           |  |  |       |       |
|  |                              |                               |                               |   |           |           |  |  |       |       |
|  | Internacional                | 1                             |                               |   |           |           |  |  |       |       |
|  | Internacional                | 1                             | 2 de dezembro - Porto Alegre  |   |           |           |  |  |       |       |
|  |                              | 9º Regimento da Infantaria    | 0                             |   |           |           |  |  |       |       |
|  | Novo Hamburgo                | 9º Regimento da Infantaria    | 0                             | 1 |           |           |  |  |       |       |
|  | Novo Hamburgo                | 13 de dezembro - Porto Alegre |                               | 1 |           |           |  |  |       |       |
|  | Riograndense-CA              | 3                             |                               |   |           |           |  |  |       |       |
|  | Riograndense-CA              | 3                             | 9º Regimento da Infantaria    | 1 |           |           |  |  |       |       |
|  |                              |                               | 9º Regimento da Infantaria    | 1 |           |           |  |  |       |       |
|  |                              |                               | Riograndense-CA               | 0 |           |           |  |  |       |       |
|  |                              |                               | Riograndense-CA               | 0 |           |           |  |  |       |       |
|  |                              |                               |                               |   |           |           |  |  |       |       |
|  |                              |                               |                               |   |           |           |  |  |       |       |
|  |                              |                               |                               |   |           |           |  |  |       |       |

### Fase preliminar
| 2 de dezembro de 1934 | Novo Hamburgo | 1 – 3 | Riograndense-CA                   | Caminho do Meio, Porto Alegre (RS) |
|                       | Luiz 8'       |       | Procópio 2' · Marinho 47' (P) 75' | Árbitro: Armando Silva             |

- Novo Hamburgo: Grehs; Forgareiro e Magalhães; Vanzetti, Mena e Armando; Mário, Babá (Nenê), Luiz, Miguel e Banana (Nonô).
- Riograndense-CA: Otto; Banana e Edgar; Bibi, Curio e Décio; Sady, Marinho, Pato, Procópio e Marcondes.

* O Novo Hamburgo abandonou a partida poucos minutos antes do final, após seu capitão, o jogador Fogareiro, ser expulso e se negar a deixar o campo.

### Semifinais
| 9 de dezembro de 1934 | Internacional                           | 4 – 2 | Uruguaiana        | Baixada, Porto Alegre (RS) |
|                       | Tupan 5' 61' · Mancuso 17' · Cavaco 39' |       | Perrone · Marenco | Árbitro: Luiz Luz          |

- Internacional: Penha; Natal e Risada; Garnizé, Poroto e Levi; Chatinho (Marreco), Tupan, Mancuso, Cavaco e , Darci Encarnação.
- Uruguaiana: Pitoco; Perica e Della Vega; Jerônimo, Mango (Lolo) e Rômulo; Carioca, Perrone, Bacuri, Mujica e Marenco (Comaru).

| 13 de dezembro de 1934 | 9º Regimento da Infantaria | 1 – 0 | Riograndense-CA | Eucaliptos, Porto Alegre (RS)    |
|                        | Cardeal (prorr.)           |       |                 | Árbitro: Carlos Ribeiro da Silva |

- 9º Regimento da Infantaria: Brandão; Jorge e Chico Fuleiro; Folhinha, Itararé e Celistre; Chaves, Ruy, Cerrito, Cardeal e Zizinho.
- Riograndense-CA: Otto; Banana e Edgar; Curio, Delvaux e Décio; Sady, Marinho, Pato, Procópio e Marcondes.

### Final
| 16 de dezembro de 1934 | Internacional | 1 – 0 | 9º Regimento da Infantaria | Baixada, Porto Alegre (RS) |
|                        | Tupan 73' (P) |       |                            | Árbitro: Joaquim Macedo    |

|  | Internacional | 9º Regimento da Infantaria |

| INTERNACIONAL: |  |                  |
|                |  |                  |
| G              |  | Penha            |
| Z              |  | Natal            |
| Z              |  | Risada           |
| M              |  | Garnizé          |
| M              |  | Poroto           |
| M              |  | Levi             |
| A              |  | Chatinho         |
| A              |  | Tupan            |
| A              |  | Mancuso          |
| A              |  | Darci Encarnação |
| A              |  | Cavaco           |
| Treinador:     |  |                  |
| Mário de Abreu |  |                  |

| 9º REGIMENTO DA INFANTARIA: |  |          |  |
|                             |  |          |  |
|                             |  |          |  |
| G                           |  | Brandão  |  |
| Z                           |  | Jorge    |  |
| Z                           |  | Chico    |  |
| M                           |  | Folhinha |  |
| M                           |  | Itararé  |  |
| M                           |  | Celistro |  |
| A                           |  | Coruja   |  |
| A                           |  | Ruy      |  |
| A                           |  | Cardeal  |  |
| A                           |  | Cerrito  |  |
| A                           |  | Bichinho |  |
| Treinador:                  |  |          |  |
|                             |  |          |  |

| Gauchão 1934                      |
| --------------------------------- |
| Internacional Campeão (2º título) |